# Островна държава
Островната държава е страна, която е изцяло разположена върху един или повече острова. 47 страни в света са островни държави (включително повечето от най-малките).
Островните държава могат да бъдат разделени на две групи. Едните са големи, със сравнително голямо население и обикновено близо до континент. Те включват Великобритания, Япония, Шри Ланка, Филипините, Мадагаскар и други. Тези страни обикновено имат културни и политически сходства с техните континентални съседи. Австралия също може да бъде прибавена към тази категория държави, въпреки че поради големите си размери всъщност се счита за континентална, а не за островна държава.
По-малки островни държави, като Бахамите, Тонга и Малдивите, обикновено са много различни от континенталните нации. Малкият размер обикновено означава че има малко обработваема земя и малко природни ресурси. Въпреки това, в днешно време малките островни държави са центрове за туризъм, който е и основната част от индустрията им.
Някои островни държави заемат един или два острова – като Великобритания или Фиджи. Други са разположени върху стотици или хиляди островчета - като Индонезия или Малдивите. Някои островни държави споделят техния остров с други държави - например Ирландия, Хаити и Папуа Нова Гвинея.